# Плав
Плав је град и сједиште истоимене општине на истоку Црне Горе. Према попису из 2023. било је 4.121 становника. Налази се у подножју планинског масива Проклетије, на ријеци Лим.

## Историја

### Стари вијек
Подаци о људским насеобинама у овом предјелу датирају из VII вијека прије нове ере. Топоними указују на присуство Илира и Грка, а у Горњем Полимљу постоје трагови римске културе.

### Средњи вијек
Словенска племена насељавају овај предио крајем VI и почетком VII вијека нове ере, потискујући романско становништво из плодне долине. Формирају жупу Плав, којом ће владати српски жупани и краљеви, а затим обласни господари, Војислав Војиновић, Никола Алтомановић и Вук Бранковић. Прије турског освајања, Плав је у саставу Српске деспотовине. Године 1435. трговци из Плава ишли у у Скадар по со.

### У саставу Османског царства
Послије османског освајања, Плавски вилајет, са 15 села и 1157 домаћинстава, био је у саставу Бихорске казе (Скадарски санџак) а нешто касније Пећког санџака. У средњем вијеку није било насељеног мјеста са именом Плав (насеље Плав ће бити изграђено у османској држави, а градња је, по неким подацима, завршена 1619. године). Наиме, како би спријечила утицаје албанског племена Климената, османска власт још у XVI вијеку почиње са изградњом насеља, са трговима и културним институцијама, као и војних утврђења.
Читава Плавско-гусињска котлина ушла је у састав Књажевине Црне Горе, одлукама Санстефанског споразума и Берлинског конгреса. Међутим, у Плавско-гусињској афери (због незадовољства становништва оваквим одлукама великих сила) пружен је оружани отпор и одбијен продор послате црногорске војске (њен пораз у селу Новшиће, близу Плава, децембра 1879. године) а након битке у јануару 1880. пет километара даље од наведеног села, Плављани (уз помоћ Гусињана и албанских добровољаца) приморавају црногорску војску на повлачење и реорганизовање у мјесту Мурино. На интервенцију великих сила (посебно на иницијативу Аустроугарске) Књажевина Црна Гора преузима Улцињ, новембра 1880. године (у замјену за Плав и Гусиње).

### Савремена историја
У Балканском рату, након борби и повлачења турске војске са положаја на Ђевојачком кршу, Шабовој глави и Јечмишту, црногорска војска је заузела Плав, 19. октобра 1912. године, чиме мјесто улази у састав Краљевине Црне Горе. Након аустроугарске окупације 1916-18, основана је Краљевина СХС, гдје Плавогусињски срез, са сједиштем у Плаву, припада Зетској области, са средиштем у Цетињу. Краљевина Југославија је проглашена 1929, подјељена је на бановине - ранија област чини окосницу Зетске бановине. Након окупације 1941, Плав је прикључен италијанској Краљевини Албанији (тзв. Великој Албанији), префектури Метохија, или Пећ, коју након капитулације 1943. преузимају Нијемци. За вријеме Другог свјетског рата, у Плаву је постојао логор, у коме су албански балисти и вулнетари утамничили више стотина православних Срба, цивила, највећим дијелом жене и дјеца. Познато је име 31 дјетета који су уморени ту.
Ослобођен је од стране партизанских јединица 25. јула 1944. године, након чега се налази у социјалистичкој Црној Гори и Југославији.

## Демографија
У насељу Плав живи 2.406 пунолетних становника, а просечна старост становништва износи 32,5 година (31,3 код мушкараца и 33,7 код жена). У насељу има 889 домаћинстава, а просечан број чланова по домаћинству је 4,07.
Ово насеље је великим делом насељено Бошњацима (према попису из 2003. године).
|  |

| Демографија | Демографија | Демографија |
| Година      | Становника  | Становника  |
| ----------- | ----------- | ----------- |
|             |             |             |
|             |             |             |
|             |             |             |
|             |             |             |
| 1948.       | 1.850       |             |
| 1953.       | 2.018       |             |
| 1961.       | 2.535       |             |
| 1971.       | 3.058       |             |
| 1981.       | 3.348       |             |
| 1991.       | 4.560       | 4.073       |
| 2003.       | 5.554       | 3.615       |
| 2011.       |             | 3.717       |
|             |             |             |

| Национални састав према попису из 2003.‍ | Национални састав према попису из 2003.‍ | Национални састав према попису из 2003.‍ | Национални састав према попису из 2003.‍ | Национални састав према попису из 2003.‍ |
| --------------------------------------- | --------------------------------------- | --------------------------------------- | --------------------------------------- | --------------------------------------- |
|                                         |                                         |                                         |                                         |                                         |
| Бошњаци                                 | Бошњаци                                 |                                         | 2.631                                   | 72,78%                                  |
| Албанци                                 | Албанци                                 |                                         | 327                                     | 9,04%                                   |
| Срби                                    | Срби                                    |                                         | 258                                     | 7,13%                                   |
| Муслимани                               | Муслимани                               |                                         | 220                                     | 6,08%                                   |
| Црногорци                               | Црногорци                               |                                         | 139                                     | 3,84%                                   |
| непознато                               | непознато                               |                                         | 5                                       | 0,13%                                   |

| Национални састав према попису из 2011.‍ | Национални састав према попису из 2011.‍ | Национални састав према попису из 2011.‍ | Национални састав према попису из 2011.‍ | Национални састав према попису из 2011.‍ |
| --------------------------------------- | --------------------------------------- | --------------------------------------- | --------------------------------------- | --------------------------------------- |
|                                         |                                         |                                         |                                         |                                         |
| Бошњаци                                 | Бошњаци                                 |                                         | 2.806                                   | 75,49%                                  |
| Албанци                                 | Албанци                                 |                                         | 341                                     | 9,17%                                   |
| Црногорци                               | Црногорци                               |                                         | 182                                     | 4,89%                                   |
| Муслимани                               | Муслимани                               |                                         | 175                                     | 4,71%                                   |
| Срби                                    | Срби                                    |                                         | 165                                     | 4,44%                                   |

| \| \| м \| \| \| ж \| \| ? \| 4 \| \| \| 7 \| \| 80+ \| 11 \| \| \| 23 \| \| 75—79 \| 18 \| \| \| 44 \| \| 70—74 \| 49 \| \| \| 59 \| \| 65—69 \| 74 \| \| \| 73 \| \| 60—64 \| 59 \| \| \| 79 \| \| 55—59 \| 78 \| \| \| 67 \| \| 50—54 \| 101 \| \| \| 99 \| \| 45—49 \| 123 \| \| \| 121 \| \| 40—44 \| 131 \| \| \| 143 \| \| 35—39 \| 100 \| \| \| 116 \| \| 30—34 \| 83 \| \| \| 97 \| \| 25—29 \| 106 \| \| \| 112 \| \| 20—24 \| 132 \| \| \| 144 \| \| 15—19 \| 225 \| \| \| 192 \| \| 10—14 \| 195 \| \| \| 188 \| \| 5—9 \| 162 \| \| \| 139 \| \| 0—4 \| 142 \| \| \| 119 \| \| Просек : \| 97 \| \| \| 59 \| |     |  |  |     |
| |     |  |  |     |
| | м   |  |  | ж   |
| ? | 4   |  |  | 7   |
| 80+ | 11  |  |  | 23  |
| 75—79 | 18  |  |  | 44  |
| 70—74 | 49  |  |  | 59  |
| 65—69 | 74  |  |  | 73  |
| 60—64 | 59  |  |  | 79  |
| 55—59 | 78  |  |  | 67  |
| 50—54 | 101 |  |  | 99  |
| 45—49 | 123 |  |  | 121 |
| 40—44 | 131 |  |  | 143 |
| 35—39 | 100 |  |  | 116 |
| 30—34 | 83  |  |  | 97  |
| 25—29 | 106 |  |  | 112 |
| 20—24 | 132 |  |  | 144 |
| 15—19 | 225 |  |  | 192 |
| 10—14 | 195 |  |  | 188 |
| 5—9 | 162 |  |  | 139 |
| 0—4 | 142 |  |  | 119 |
| Просек : | 97  |  |  | 59  |

| Број домаћинстава према пописима из периода 1948—2003. | Број домаћинстава према пописима из периода 1948—2003. | Број домаћинстава према пописима из периода 1948—2003. | Број домаћинстава према пописима из периода 1948—2003. | Број домаћинстава према пописима из периода 1948—2003. | Број домаћинстава према пописима из периода 1948—2003. | Број домаћинстава према пописима из периода 1948—2003. | Број домаћинстава према пописима из периода 1948—2003. |
| Година пописа                                          | 1948.                                                  | 1953.                                                  | 1961.                                                  | 1971.                                                  | 1981.                                                  | 1991.                                                  | 2003.                                                  |
| ------------------------------------------------------ | ------------------------------------------------------ | ------------------------------------------------------ | ------------------------------------------------------ | ------------------------------------------------------ | ------------------------------------------------------ | ------------------------------------------------------ | ------------------------------------------------------ |
| Број домаћинстава                                      | 364                                                    | 406                                                    | 468                                                    | 548                                                    | 600                                                    | 922                                                    | 1.179                                                  |

| Број домаћинстава по броју чланова према попису из 2003. | Број домаћинстава по броју чланова према попису из 2003. | Број домаћинстава по броју чланова према попису из 2003. | Број домаћинстава по броју чланова према попису из 2003. | Број домаћинстава по броју чланова према попису из 2003. | Број домаћинстава по броју чланова према попису из 2003. | Број домаћинстава по броју чланова према попису из 2003. | Број домаћинстава по броју чланова према попису из 2003. | Број домаћинстава по броју чланова према попису из 2003. | Број домаћинстава по броју чланова према попису из 2003. | Број домаћинстава по броју чланова према попису из 2003. | Број домаћинстава по броју чланова према попису из 2003. |
| Број чланова                                             | 1                                                        | 2                                                        | 3                                                        | 4                                                        | 5                                                        | 6                                                        | 7                                                        | 8                                                        | 9                                                        | 10 и више                                                | Просек                                                   |
| -------------------------------------------------------- | -------------------------------------------------------- | -------------------------------------------------------- | -------------------------------------------------------- | -------------------------------------------------------- | -------------------------------------------------------- | -------------------------------------------------------- | -------------------------------------------------------- | -------------------------------------------------------- | -------------------------------------------------------- | -------------------------------------------------------- | -------------------------------------------------------- |
| Број домаћинстава                                        | 889                                                      | 99                                                       | 124                                                      | 130                                                      | 158                                                      | 170                                                      | 113                                                      | 59                                                       | 27                                                       | 4                                                        | 5                                                        |

| Пол    | Укупно | Неожењен/Неудата | Ожењен/Удата | Удовац/Удовица | Разведен/Разведена | Непознато |
| ------ | ------ | ---------------- | ------------ | -------------- | ------------------ | --------- |
| Мушки  | 1.294  | 472              | 773          | 26             | 16                 | 7         |
| Женски | 1.376  | 384              | 772          | 186            | 24                 | 10        |
| УКУПНО | 2.670  | 856              | 1.545        | 212            | 40                 | 17        |

| Пол    | Укупно                    | Пољопривреда, лов и шумарство | Рибарство                            | Вађење руде и камена | Прерађивачка индустрија       |
| ------ | ------------------------- | ----------------------------- | ------------------------------------ | -------------------- | ----------------------------- |
| Мушки  | 452                       | 62                            | 0                                    | 0                    | 71                            |
| Женски | 170                       | 16                            | 0                                    | 0                    | 19                            |
| Укупно | 622                       | 78                            | 0                                    | 0                    | 90                            |
|        |                           |                               |                                      |                      |                               |
| Пол    | Производња и снабдевање   | Грађевинарство                | Трговина                             | Хотели и ресторани   | Саобраћај, складиштење и везе |
| Мушки  | 12                        | 10                            | 36                                   | 34                   | 14                            |
| Женски | 2                         | 1                             | 14                                   | 8                    | 3                             |
| Укупно | 14                        | 11                            | 50                                   | 42                   | 17                            |
|        |                           |                               |                                      |                      |                               |
| Пол    | Финансијско посредовање   | Некретнине                    | Државна управа и одбрана             | Образовање           | Здравствени и социјални рад   |
| Мушки  | 1                         | 1                             | 88                                   | 33                   | 18                            |
| Женски | 1                         | 2                             | 20                                   | 38                   | 29                            |
| Укупно | 2                         | 3                             | 108                                  | 71                   | 47                            |
|        |                           |                               |                                      |                      |                               |
| Пол    | Остале услужне активности | Приватна домаћинства          | Екстериторијалне организације и тела | Непознато            | Непознато                     |
| Мушки  | 29                        | 0                             | 0                                    | 43                   | 43                            |
| Женски | 3                         | 0                             | 0                                    | 14                   | 14                            |
| Укупно | 32                        | 0                             | 0                                    | 57                   | 57                            |

## Знаменитости
Од културно историјских споменика у Плаву најзначајнији су Манастир Свете Тројице у Брезојевици код Плава, Реџепагића кула, Стара џамија и џамија Султанија.
Манастир Свете Тројице у Брезојевици налази се на левој обали Лима на 2 km од његовог извирања из Плавског језера на ушћу реке Комараче испод брда Градац, ово је најстарији сачувани објеката у Плаву и потиче из доба Немањића, према предању он је старији од манастира Дечана неких 30 година. Црква је зидана у српско-византијском стилу и припада типу једнобродних камених грађевина. Цркава је обновљена и осликана 1576. година за време владавине игумана јеромонаха Нестора. Позната су имена ктитора, Вукомира Степанова и Живка Белакова. Олтарски простор саградио је други ктитор, Мари (вероватно Марин), са породицом. О томе сведочи натпис на олтарском простору. Брезојевачка црква представља камену грађевину, састављену од наоса са великом припратом и простране апсиде. Црква је без кубета и звоника. Унутрашњост припрате и наоса некада је била испуњена живописом велике уметничке вредности. Највећи део ове зидне декорације је уништен у пожарима 1862. и 1912. године као и рушењем цркве у Другом светском рату. Од живописа сачувани су само, доста оштећени фрагменти, очувани део композиције Страшни суд, Гостољубљење Аврамово, слике Св. Никита, Богородица са Христом, изнад ње Св. Срђ и Вакх, један арханђео, Успење Богородице, лик Јована Претече из композиције Деизиса итд. У саставу манастирског комплекса се налази прва основна школа.
Кула Реџепагића настала је 1671. године и направо ју је Хасан бег Реџепагић служила је за одбрану од непријатеља и да се у њој дочекују гости.
Дрвена или Стара џамија саграђена је 1471. године одмах након турског освајања ових крајева за потребе војника. Налази се у центру Плава у оквиру некадашњег Града. Више пута је обнављана а данашњи облик је добила у XVIII веку.
Џамију Султанију је саградио султан Абдул Хамид 1909. године, као поклон мештанима Плава за бој на Нокшићу 1879. године након победе Турака над црногорском војском.
- Реџепагића кула у Плаву
- Стара џамија у Плаву
- Џамија Султанија у Плаву

## Туризам
Општину Плав сваког љета посјети велики број туриста што због свога језера и многих манифестација које се организују у Плаву.
Једна од најпознатијих су свакако „дани боровница“ који су до сада одржаване сваке године почев од 2000. године. За вријеме ове манифестације поред многобројних туриста Плав посете и многи народни ансамбли из бивших југословенских држава. Поред „дана боровница“, сваког љета одржавају се скокови са Новшићког моста. Такође има и оних других манифестација попут оних хуманитарних, као и неколико турнира у малом фудбалу. Туристима је такође омогућено и да крстаре језером као и ријеком Лим, која извире баш из Плавског језера.

## Спорт
Фудбалски клуб „Језеро“ се тренутно такмичи у Првој црногорској лиги.

## Познате личности
- Екрем Јеврић, црногорски и амерички пјевач и ријалити личност
- Исмет Крцић, црногорски пјевач народне музике
- Јакуп Фери, члан Призренске Лиге, национални херој Албаније
- Есад Мекули, југословенски пјесник, критичар и преводилац, први предсједник Академије наука и умјетности Косова, сматра се оцем модерне албанске поезије у Југославији
- Миодраг Џудовић, црногорски фудбалер
- Мирсад Хусеиновић, амерички фудбалер
- Мерсим Бешковић, амерички фудбалер
- Јашар Реџепагић, југословенски пјесник албанског поријекла
- Радован Зоговић, југословенски и српски пјесник
- Смајо Џурлић, познат и као Смаил Туља, осумњичен да је "Месар из Монса", серијски убица одговоран за смрт неколико жена у Белгији и САД